# Фантастические летающие книги мистера Морриса Лессмора
«Фантасти́ческие лета́ющие кни́ги ми́стера Мо́рриса Ле́ссмора» (англ. The Fantastic Flying Books of Mr. Morris Lessmore) — американский мультфильм 2011 года. Лауреат многих премий, в том числе Оскара-2012 в категории «Лучший анимационный короткометражный фильм».

## Сюжет
Мистер Моррис Лессмор сидит на открытом балконе во Французском квартале Нового Орлеана и пишет мемуары. Внезапно налетает ураган, выдувает только что написанные буквы из книги, сносит самого Морриса, полностью разрушает город. Он бредёт по улицам, усыпанными листами книг, и выходит в пригород. Там Моррис видит молодую красивую девушку, которая летит над ним, уносясь ввысь с помощью летающих книг. Она посылает ему одну из них: на каждой странице там изображён Шалтай-Болтай в разных позах и с разными эмоциями; быстро перелистываясь, страницы этой книги делают его почти живым и совершенно разумным. Шалтай-Болтай призывает Морриса следовать за ним. Они приходят в библиотеку, наполненную антропоморфными книгами, но безлюдную. На стене висят портреты людей, последний из них в ряду — та самая улетающая девушка.
Моррис становится хранителем библиотеки, живёт там, ухаживает за книгами, в частности, в прямом смысле слова спасает от смерти развалившееся от ветхости первое издание «С Земли на Луну прямым путём за 97 часов 20 минут» (1865) Жюля Верна. Вскоре он продолжает писать свои мемуары.
Прошло много лет, Моррис состарился, но дописал свою книгу. Полностью удовлетворённый делом своей жизни, он идёт к выходу из библиотеки, за которым слепящий белый свет. Книги с грустью провожают его, а летающие книги возносят помолодевшего Морриса ввысь, как ту девушку много лет назад. Очень скоро на пороге библиотеки появляется другая молодая девушка, которая увлечённо начинает читать мемуары, написанные Моррисом Лессмором.

## Награды и номинации
По состоянию на февраль 2012 года мультфильм получил 13 наград на разных кинофестивалях, в том числе Оскар-2012 в категории «Лучший анимационный короткометражный фильм».
Образ главного героя, мистера Лессмора, был скопирован с известного американского актёра Бастера Китона (1895—1966), а сцена с ураганом была вдохновлена соответствующими сценами из фильмов «Пароход „Билл-младший“» (англ. Steamboat Bill Jr.) (1928), «Волшебник страны Оз» (1939); а также реально бушевавшим на территории США в 2005 году ураганом «Катрина».